# Jens Galschiøt

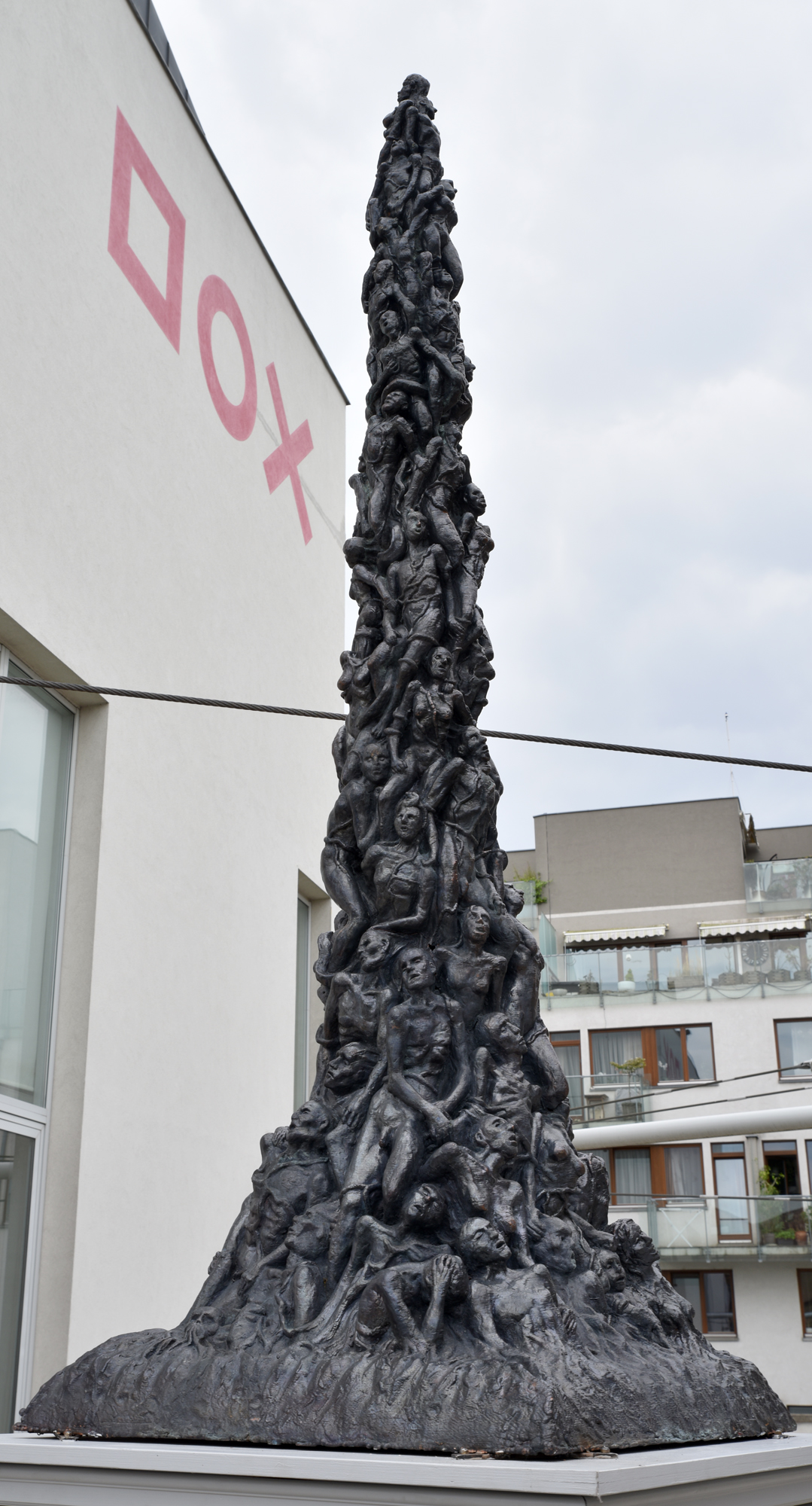
Pillar of shame, Prague (2022)

Jens Galschiøt (* 4. června 1954 Frederikssund) je dánský sochař, performer a lidskoprávní aktivista.
Původně pracoval jako zámečník v loděnici v Odense. Od roku 1994 provozuje v Odense vlastní sochařskou a kovolijeckou dílnu s galerií. Založil iniciativu AIDOH (Art in Defence of Humanism), zaměřenou na provokativní společenskokritické umění.
Je autorem Sloupů hanby, které jsou umístěny v Hongkongu, Římě, Actealu (Mexiko) a Belému a připomínají oběti politických represí. Galschiøtova socha Ve jménu boha zobrazuje ukřižovanou těhotnou dívku a poukazuje na odmítavý postoj církevních autorit k antikoncepci. V době kodaňské klimatické konference v prosinci 2009 vytvořil instalaci SevenMeters.net, obraz světa po vzestupu mořské hladiny o sedm metrů. Je také autorem projektu Abrahámovy děti, kterým se pokusil iniciovat ekumenický dialog. Odmítnutím náboženského fanatismu je i jeho socha Fundamentalismus. V Ringkøbingu je instalována socha Přežití nejtlustšího, poukazující na nerovnoměrnou distribuci přírodních zdrojů.
Pro město Odense vytvořil sochu Hanse Christiana Andersena, kterou měla doplnit fontána s pohádkovými postavami. Radnice odmítla dokončení projektu financovat a Galschiøt pohrozil, že sochu raději utopí v moři.